# Îles de Malvy
Les îles de Malvy sont des îles fluviales de la Charente, situées sur la commune de Saint-Simeux.

## Description
Sous ce nom sont répertoriés quatre îlots dont le plus important est relié à la terre par un pont. Cette île est une propriété privée, et un gîte de charme. 